# LEGO Rock Band
LEGO Rock Band è un videogioco della serie Rock Band della Harmonix Music Systems, che incorpora elementi dei videogiochi basati sui LEGO realizzati da Traveller's Tales, messo in commercio nel novembre del 2009 per PlayStation 3, Xbox 360 e Wii. Una versione per il portatile Nintendo DS è stata realizzata da Backbone Entertainment.

## Modalità di gioco
Il gioco presenta il medesimo gameplay della serie madre basata su controller a forma di strumenti musicali con cui è necessario "suonare" le note dei brani che scorrono su schermo; la caratteristica distintiva, oltre ovviamente alla tracklist, è il fatto che la customizzazione di ogni aspetto del gioco è vincolata alla componibilità tipica dei LEGO. Il gioco propone inoltre delle versioni a mattoncini di alcuni dei gruppi presenti nel gioco: nello specifico una versione LEGO dei Queen, degli Europe, dei Blur, di David Bowie e di Iggy Pop.
È stato dichiarato che l'espansione supporta tutti i controller della serie principale.
A differenza di quanto avviene con la precedente uscita dedicata ai The Beatles, il motore alla base del gioco è ancora quello di Rock Band 2, con il risultato che non sono presenti le innovazioni aggiunte da quest'ultimo come la rimozione dei fill di batteria.

## Tracce
Come per le precedenti espansioni della serie anche le tracce di LEGO Rock Band sono esportabili e suonabili con i capitoli principali della serie. Qua di seguito l'elenco delle canzoni che compongono la tracklist del gioco:
- A-Punk - Vampire Weekend
- Accidentally in Love - Counting Crows
- Aliens Exist - Blink-182
- Breakout - Foo Fighters
- Check Yes Juliet - We the Kings
- Crash - The Primitives
- Crocodile Rock - Elton John
- Dig - Incubus
- Dreaming of You - The Coral
- Every Little Thing She Does Is Magic - The Police
- Fire - Jimi Hendrix
- Free Fallin' - Tom Petty
- Fuck Me Pumps - Amy Winehouse
- Ghostbuster - Ray Parker Jr.
- Girls & Boys - Good Charlotte
- Grace - Supergrass
- I Want You Back - Jackson 5
- In Too Deep - Sum 41
- Kung Fu Fighting - Carl Douglas
- Let's Dance - David Bowie
- Life Is a Highway - Rascal Flatts
- Make Me Smile (Come Up and See Me) - Steve Harley
- Monster - The Automatic
- Naïve - The Kooks
- Real Wild Child - Everlife
- Ride a White Swan - T. Rex
- Rooftops (A Liberation Broadcast) - Lostprophets
- Ruby - Kaiser Chiefs
- Short & Sweet - Spinal Tap
- So What - Pink
- Song 2 - Blur
- Stumble and Fall - Razorlight
- Suddenly I See - KT Tunstall
- Summer of '69 - Bryan Adams
- Swing, Swing - The All-American Rejects
- The Final Countdown - Europe
- The Passenger - Iggy Pop
- Thunder - Boys Like Girls
- Tick Tick Boom - The Hives
- Two Princes - Spin Doctors
- Valerie - The Zutons
- Walking on Sunshine - Katrina and the Waves
- We Are the Champions - Queen
- We Will Rock You - Queen
- Word Up! - Korn
- You Give Love a Bad Name - Bon Jovi